# Gustav Stührk
Gustav Stührk (* 9. April 1913 in Bünde; † 30. Januar 1997) war ein deutscher Leichtathlet, der sich auf den Stabhochsprung spezialisiert hatte.

## Karriere
Gustav Stührk sprang von 1934 bis 1937 für den SC Allianz Berlin. Von 1939 bis 1941 war er bei der BSG Siemens Berlin und danach trat er zwei Jahre für den DSC Berlin an. Nach dem Zweiten Weltkrieg war er beim TSV 1860 München.
Stührk gewann den deutschen Meistertitel 1943 in Berlin, 1947 in Köln und 1949 in Bremen. 1946 und von 1950 bis 1952 belegte er den zweiten Rang. Zusätzlich siegte er mit dem Team von 1860 München bei den Deutschen Mannschaftsmeisterschaften 1947 bis 1954 sowie von 1956 bis 1959, insgesamt also zwölfmal. Stührk startete von 1942 bis 1951 bei vier Länderkämpfen im Nationaltrikot. Seine Bestleistung von 4,00 Meter sprang er 1941, 1942, 1943 und 1950. 1951 erhielt er das Silberne Lorbeerblatt.
Stührk war ausgebildeter Sportlehrer. 1938 war er als Trainer in Rumänien tätig, 1951/52 im Iran.